# 灰毡毛忍冬
灰毡毛忍冬（学名：Lonicera macranthoides）为忍冬科忍冬属的植物，是中国的特有植物。分布于中国大陆的福建、广西、湖北、贵州、广东、江西、安徽、四川、湖南、浙江等地，生长于海拔500米至1,800米的地区，一般生长在山坡、山顶混交林内、山谷溪旁或灌丛中，目前尚未由人工引种栽培。

## 别名
拟大花忍冬（中国高等植物图鉴） 大金银花（湖南新宁） 左转藤（江西遂川）

## 外部連結
- 山銀花 Shanyinhua （页面存档备份，存于） 中藥材圖像數據庫 (香港浸會大學中醫藥學院)